# Igor Cornelissen
Igor Cornelissen (Zwolle, 3 mei 1935 – aldaar, 13 maart 2021) was een Nederlands journalist en auteur. Hij was journalist bij Het Vrije Volk (1956-1958) en redacteur bij Vrij Nederland (1962-1996). Van 1990 tot 2000 schreef hij de rubriek Voetnoot in Het Parool.

## Biografie
Cornelissen groeide op in Zwolle als kind van een joodse moeder en niet-joodse vader. Naast zijn journalistieke werk is hij actief geweest voor de studentenvereniging Politeia en was hij lid van de Nederlandse tak van de Vierde Internationale. In 1971 nam hij afscheid van de trotskistische beweging. 
De artikelen van Cornelissen gaan voornamelijk over politieke randfiguren, sociale strijd, Oost-Europa, communisme, spionage en de Tweede Wereldoorlog. Daarnaast schreef hij ook romans en geschiedkundige boeken. 
In 1983 publiceerde Cornelissen het eerste deel van zijn herinneringen: Van Zwolle tot Brest-Litowsk. In Raamgracht 4 uit 1998 nam hij de draad van zijn levensverhaal weer op. Dit deel begint met zijn aantreden als redacteur bij Vrij Nederland in 1962 en eindigt met de dood van zijn moeder en zijn terugkeer naar Zwolle in 1976. Hierna zouden nog drie delen met herinneringen verschijnen.

Cornelissen was een liefhebber van jazz en speelde als amateur trompet in diverse formaties. Hij trad op met andere amateurs als KRO-presentator Lex Lammen (drums), tekenaar Frits Müller (tenorsaxofoon) en Volkskrant-journalist Henk Strabbing (trombone), maar ook met professionele jazzmusici als Hans IJzerdraat, F.B. Hotz en Johnny Meijer.
Hij overleed op 13 maart 2021 aan een hartaanval.